# Svea Finans Nederland B.V.
Svea Finans Nederland B.V. is een financiële dienstverlener die American factoring aanbiedt, een vorm van debiteurenfinanciering voor het midden- en kleinbedrijf. Bij deze financieringsvorm verkoopt een ondernemer geselecteerde b2b-facturen aan een factoringmaatschappij, die direct het factuurbedrag uitbetaalt (min de kosten). De factoraar neemt doorgaans ook het debiteurenbeheer en het kredietrisico over.  Deze financieringsvorm verschilt van traditionele factoring, waarbij een krediet wordt verstrekt op basis van 70-90% van de hele verpande debiteurenportefeuille.

## Geschiedenis
Svea Finans (destijds AMFA Finans) werd op 12 april 2002 opgericht door CEO Ronald van der Starre en was het eerste American factoringbedrijf in Nederland. Daarmee introduceerde het bedrijf deze financieringsvorm in de Nederlandse markt. Ook behoorde Svea tot een van de eerste non-bancaire financiers in het land.  Alternatieve financieringsvormen, zoals factoring, leasing en crowdfunding, zijn financieringsopties voor ondernemers buiten de traditionele bank om. Uit marktonderzoek blijkt dat de vraag naar non-bancaire financiering de afgelopen jaren steeds verder toeneemt. 
In 2005 trad Rutger van der Starre toe tot het bedrijf, die later de functie van COO kreeg. In 2006 werd de naam gewijzigd van AMFA Finans naar Parkerhouse Finans, en in 2009 volgde nog een naamswijziging naar Svea Finans. Sindsdien maakt het bedrijf deel uit van de Zweedse Svea Bank, die haar factoringactiviteiten in Europa wilde uitbreiden. Hoewel Svea Finans onderdeel is van Svea Bank, functioneert zij in Nederland uitsluitend als factoringmaatschappij en verstrekt zij geen traditionele bankleningen. Het hoofdkantoor van Svea Finans Nederland is gevestigd in Reeuwijk.

## Moederbedrijf Svea Bank
Het moederbedrijf van Svea Finans werd in 1981 opgericht door Lennart Ågren in Solna, Zweden. Het begon als Svea Inkasso, een incassobedrijf. Later breidde het zich uit met financiële diensten onder de naam Svea Ekonomi met betalingsoplossingen. Svea Bank werd later onderdeel van de group en was oorspronkelijk een aparte entiteit. 
In 2019 werden alle bedrijven binnen de Svea group samengebracht onder het merk Svea, zonder achtervoegsel. De bedrijfsnamen Svea Ekonomi, Svea Inkasso en Svea Bank bleven bestaan, maar het nieuwe logo vertegenwoordigde de overkoepelende merkidentiteit. Op 3 januari 2022 fuseerden Svea Ekonomi en Svea Bank, waarbij de activiteiten van Svea Ekonomi voortgezet werden onder de naam Svea Bank, terwijl Svea als merknaam de groep bleef vertegenwoordigen.
Tegenwoordig is Svea actief op het gebied van creditmanagement en biedt diensten, zoals zakelijke leningen, kredieten, incasso, betaaloplossingen en sparen en lenen voor particulieren. Het bedrijf heeft meer dan 2.000 medewerkers en is actief in 14 Europese landen, namelijk: Zweden, Noorwegen, Finland, Denemarken, Estland, Letland, Nederland, België, Duitsland, Zwitserland, Oostenrijk, Kroatië, Hongarije en Servië. 

## Cijfers Svea group
In 2023 behaalde de Svea group een omzet van 4,41 miljard SEK en had activa ter waarde van 45 miljard SEK. Omgerekend komt dit neer op een omzet van ongeveer 400 miljoen euro en activa ter waarde van ruim 4 miljard euro, maar de werkelijke waarde kan variëren afhankelijk van de wisselkoers.